# Когунсан
Когунсан (кор. 고군산 군도 Когунсан-кундо) — гряда островов в Жёлтом море. Архипелаг состоит из островов Сонюдо, Синсидо, Мунёдо, Чанджадо, Ямидо, Кваллидо, Панчхукто, Мальто, Мёндо, Тэджандо, Пиандо, Туридо и мелких островков, таких как острова Хвенгёндо, Сохвенгёндо, Понондо, Сибидонпхадо и др. Административно острова входят в состав города Кунсан провинции Чолла-Пукто, Корея.